# Alexandre Hesse
Alexandre Jean-Baptiste Hesse (født 30. december 1806 i Paris, død 7. august 1879 sammesteds) var en fransk historiemaler. Han var nevø af Nicolas-Auguste Hesse.
Skønt elev af Gros sluttede han sig dog nærmest til romantikerne og søgte som mange af disse at forynge sin kolorit ved studier i venetiansk kunst (studerede i Venedig især Veronese). Herom bærer hans første betydelige arbejde vidne: Titians begravelse (1833), der gjorde stor lykke og vel også betegner Hesses højdepunkt. Senere malede han Lionardo da Vinci (1836), Præsident Brissons død, Henrik IV på lit de parade, Vettor Pisanis triumf (1847, Luxembourgmuseet), De to Foscarier (1853), Gotfred af Bouillon og Alexius Comnenus, der ligesom Korsfarerne belejrer Beirut kom til Versailles. Til hans bedste arbejder hører hans stemningsfulde religiøse malerier i Saint-Sulpice, der skildrer Frants fra Sales' levned; han udførte andre kirkemalerier for Saint-Gervais og Saint-Séverin.